# Coralville
Coralville – miasto w Stanach Zjednoczonych, w stanie Iowa, w hrabstwie Johnson.

## Demografia
W 2007 liczyło 18 250 mieszkańców. W 2023 liczba mieszkańców wzrosła do 23 596 osób, a gęstość zaludnienia przekroczyła 890 osób/km².